# Cieśnina Szokalskiego
Cieśnina Szokalskiego (ros. пролив Шокальского) – cieśnina między wyspami archipelagu Ziemi Północnej – Wyspą Rewolucji Październikowej a Bolszewikiem. Łączy Morze Karskie z Morzem Łaptiewów. Rozciąga się na długości ok. 110 km, jej szerokość waha się od 20 km do 50 km, a głębokość wynosi przeważnie 200–250 m. Brzegi strome, pokryte lodowcami, od których odrywają się góry lodowe. Cieśnina przez większość roku skuta jest lodem. Jej nazwa pochodzi od rosyjskiego geografa, oceanografa i kartografa – Julija Michajłowicza Szokalskiego.

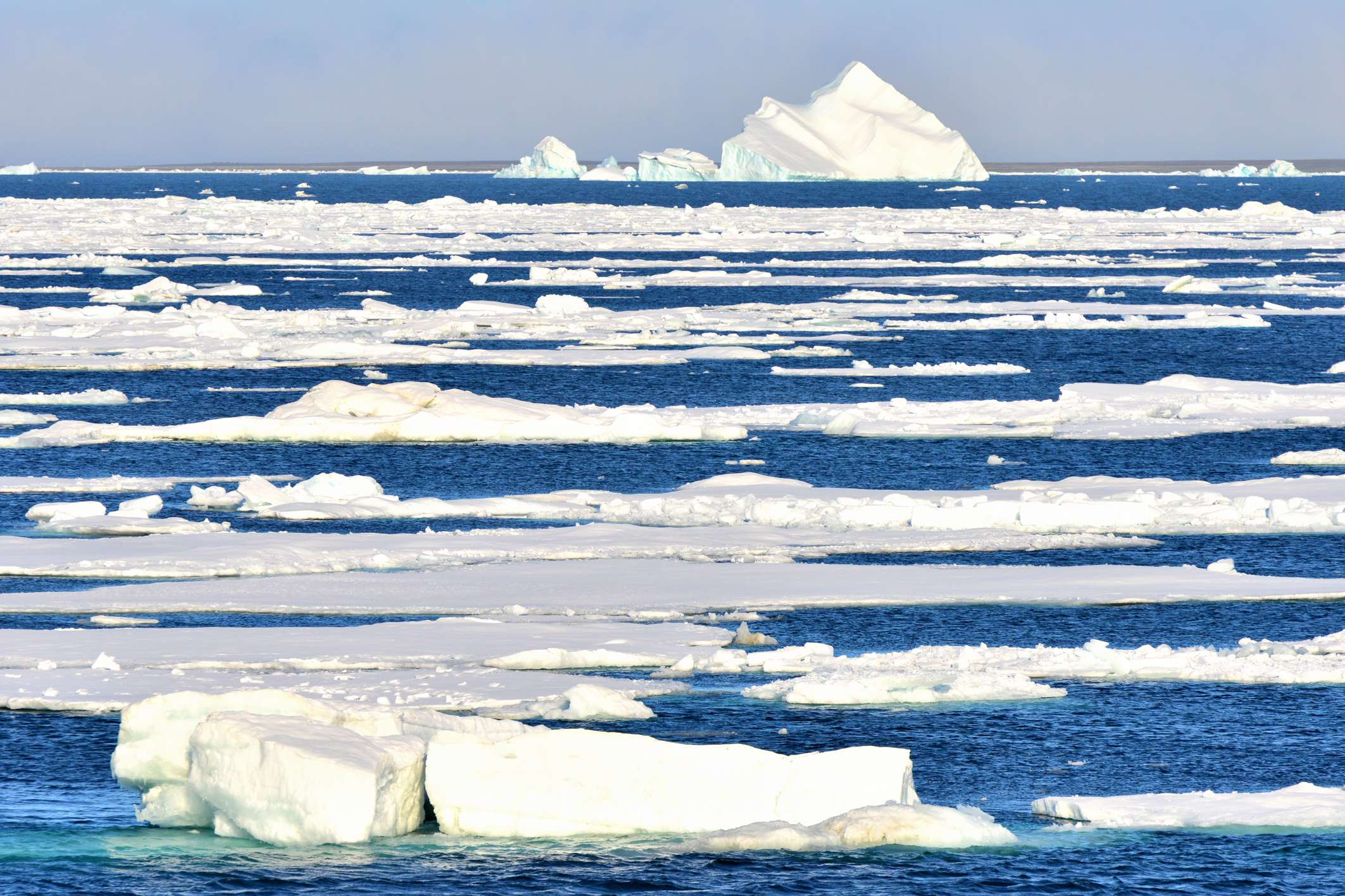
Góry lodowe na wschodnim krańcu Cieśniny Szokalskiego